# Ceratobatrachus guentheri
Ceratobatrachus guentheri är en groddjursart som beskrevs av George Albert Boulenger 1884. Ceratobatrachus guentheri ingår i släktet Ceratobatrachus och familjen Ceratobatrachidae. IUCN kategoriserar arten globalt som livskraftig. Inga underarter finns listade i Catalogue of Life.